# Magda Haller
Magdalena Haller González (El Paso, Texas, 26 de junio de 1915-Ciudad de México, 18 de enero de 1981), conocida como Magda Haller, fue una actriz mexicana. 

## Biografía y carrera
Magdalena Haller González nació el 26 de junio de 1915 en El Paso, Texas, siendo hija de Guillermo Haller y Concepción González.
Debutó como actriz a los 15 años, en la compañía de teatro de Julio Taboada, durante la presentación de la obra El pecado de mamá (1930), y muy pronto asumió roles protagónicos en diversas compañías, como la de Fernando Soler, las hermanas Blanch (Anita e Isabelita Blanch) y la Compañía de Comedias Misterio, entre otras.
En 1935 participó en la única temporada en la que compartieron el escenario Virginia Fábregas, María Tereza Montoya y Fernando Soler, en el Palacio de Bellas Artes. Ocho años después participó en la primera temporada del grupo Teatro de México, en la que se interpretó la obra Carlota de México (1943). 
Fue la primera actriz en recibir la "Presea Virginia Fábregas", en 1955, al cumplir 25 años de actividad artística. Algunas de las obras en las que actuó fueron: Tierra en los ojos, No seas embustera (1931); La prisionera, Juárez y Maximiliano (1932); Prostitución (1933), El que recibe las bofetadas, Ni al amor ni al mar, Mi rival soy yo, Madre profesional, Por tierra de hidalgos, Nada más que la verdad, Aquella noche, Mademoiselle, La moral de estos tiempos, El sexo débil (1934); El alma de Nicolás Snyders, El discurso de premios, La torre sombría, El archiduque y el camarero (1935); La familia real, Así es la vida, Rigoberto, Don Juan Tenorio, La jaula de la leona, Sol de otoño (1937); Los siete ahorcados, Siete mujeres, Nube, El desconocido, Mujeres (1938); Cancionera (1940), Vida pasión y muerte de nuestro señor Jesucristo (1941), Carlota de México (1943), La fiesta de San Antón, Doña Francisquita (1949), El cielo prometido (1953), El pasado se mira en el espejo y Su amante esposa (1954).

### Muerte
El 18 de enero de 1981, Haller falleció en Ciudad de México a los 65 años de edad, a causa de una insuficiencia cardíaca global, una cardiopatía reumática aterosclerosa e hipertensiva, y una insuficiencia hepática por congestión pasiva crónica. Su cuerpo fue enterrado en el Panteón Jardín, ubicado en la misma ciudad.

## Filmografía
- 1940 Infidelidad (La esposa)
- 1940 El fanfarrón: ¡Aquí llegó el valentón! (Guillermina)
- 1940 Odio
- 1939 El crimen del expreso
- 1939 Perfidia (Dolores, la chica del coro)
- 1938 El beso mortal (La joven)
- 1938 A lo macho (Lupe)
- 1938 Noches de gloria
- 1935 Más allá de la muerte (Marina Alonso)
- 1934 Dos monjes (Ana)
- 1931 Abismos (La novia)

## Televisión
- 1979 Los ricos también lloran (TV Series)

Personaje: Rosario
- 1977 La venganza (TV Series)

Personaje: Doña Clementina
Temporada 1; episodios 1, 2 y 3.
- 1973 Los miserables (TV Series)

Personaje: Sra. Magliore
Temporada 1; episodios 1, 2 y 3.
- 1971 El amor tiene cara de mujer (TV Series)

Personaje: Amelia Landa
Temporada 1; episodios 1-14.
- 1970 La gata (TV Series)

Personaje: Eugenia
Temporada 1; episodios 1, 2 y 3.
- 1969 El usurero (TV Series)

- 1968 Mariana (TV Series)

Personaje: Rosario
Temporada 1; episodios 1, 2 y 3.  
- 1968 Rubí (TV Series)

Personaje: Cuca
Temporada 1; episodio 1
- 1967 Dicha robada (TV Series)

Temporada 1; episodio 1.
- 1966 El ídolo (TV Series)

Temporada 1; episodios 1, 2 y 3.